# USS LST-521
O USS LST-521 foi um navio de guerra norte-americano da classe LST que operou durante a Segunda Guerra Mundial.